# کیو کد

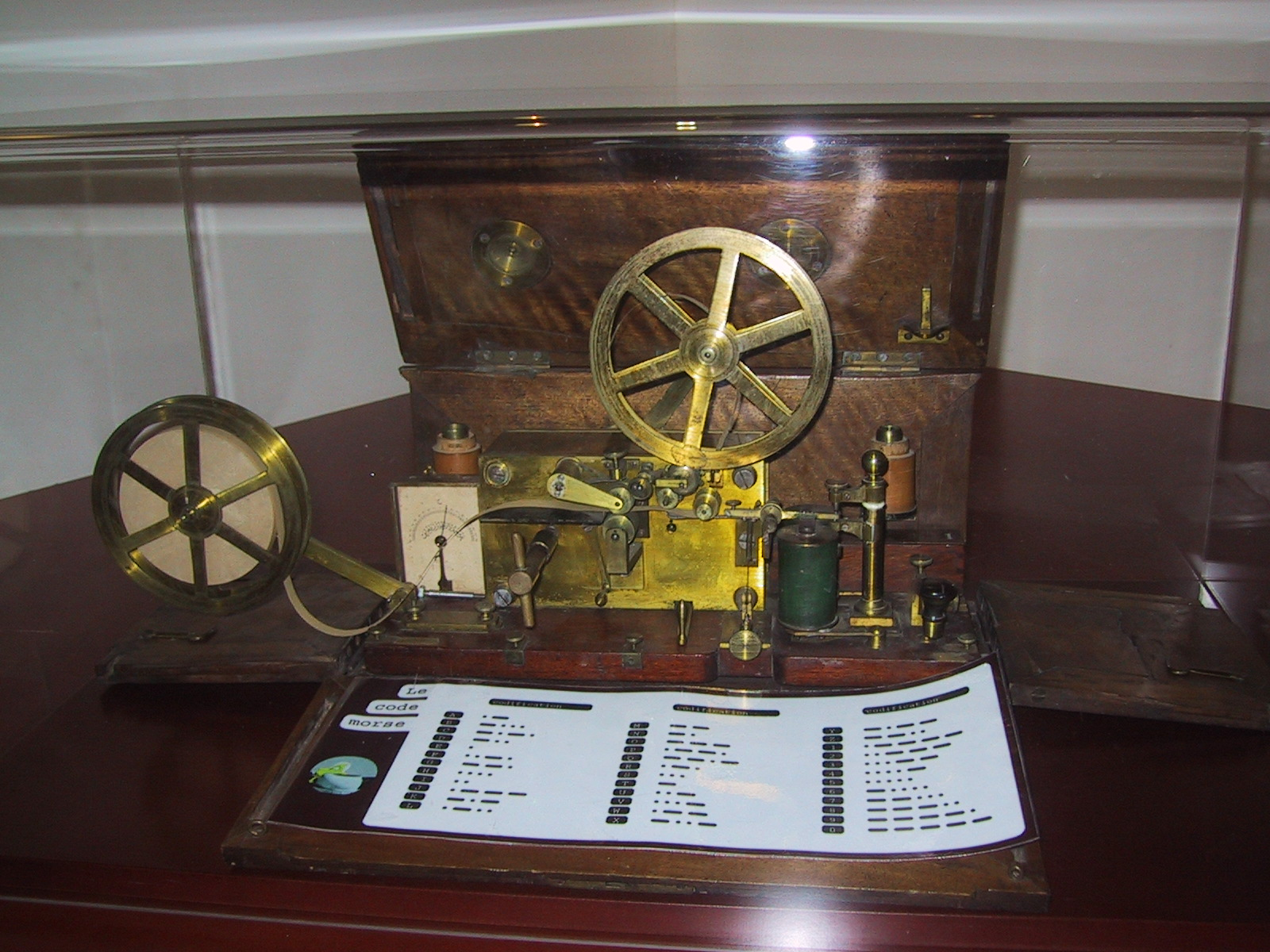
دستگاه ارتباطات رادیوتراگرافی

مجموعه ای استاندارد از کدهای سه حرفی است که همگی با حرف "Q" شروع می‌شوند. این سیگنال عملیاتی است که در ابتدا برای ارتباطات رادیوتراگرافی تجاری ایجاد شده و بعداً توسط سایر خدمات رادیویی، به‌ویژه رادیو آماتور پذیرفته شده‌است.
اگرچه کدهای Q زمانی ایجاد می‌شدند که رادیو فقط از کد مورس استفاده می‌کرد، اما پس از معرفی تکنولوژی انتقال صدا همچنان به کار خود ادامه داد.
کدهای Q اصلی، در حدود سال ۱۹۰۹، توسط دولت انگلیس به عنوان "لیستی از اختصارات … " برای استفاده در کشتی‌ها و ایستگاه‌های ساحلی انگلیس ایجاد شد.
در اصل کدهای Q باعث تسهیل در ارتباطات بین اپراتورهای رادیویی دریایی که به زبان‌های مختلفی صحبت می‌کردند می‌شدند؛ بنابراین به زودی در سطح بین‌المللی پذیرفته شدند. در کل چهل و پنج کد Q در «لیست اختصارات مورد استفاده در ارتباطات رادیویی» پذیرفته شد که در آیین‌نامه خدمات ضمیمه سومین کنوانسیون بین‌المللی رادیو تراگرافی در لندن گنجانده شده‌است (این کنوانسیون در ۵ ژوئیه ۱۹۱۲ به امضا رسید و از تاریخ ۱ ژوئیه ۱۹۱۳ شروع به کار کرد)۳
امروزه این کدها در ICAO نیز پذیرفته شده و در علوم هوانوردی نیز به کار می‌روند.

## استفاده‌های بعدی
با گذشت سال‌ها، کدهای Q اصلی تغییر یافتند تا منعکس کننده تغییرات در ارتباطات رادیویی باشند. به عنوان مثال، QSW / QSX در ابتدا می‌ایستاد "آیا باید فرکانس الکتریکی خود را افزایش یا کاهش دهم؟"، اما در دهه ۱۹۲۰ فرستنده‌های الکتریکی به تدریج از ایستگاه‌های زمینی ممنوع می‌شدند و این امر منسوخ می‌شد. در دهه ۱۹۷۰، دفترچه راهنمای پستی برای اپراتورهای رادیو شامل بیش از صد کد Q بود، که طیف گسترده‌ای از موضوعات از جمله روش‌های رادیو، هواشناسی، یافتن جهت رادیو و جستجو و نجات را در بر می‌گرفت.
برخی از کدهای Q در حمل و نقل هوایی نیز استفاده می‌شود، به ویژه QNE , QNH و QFE، با اشاره به برخی از تنظیمات ارتفاع سنج. این کدها در مکالمات رادیوتلون با کنترل ترافیک هوایی «به عنوان کوتاه مدت بدون ابهام»، که در آن ایمنی و کارایی از اهمیت حیاتی برخوردار است، استفاده می‌شود. زیر مجموعه‌ای از کدهای Q در شهر میامی کالیفرنیا برای اجرای قانون و ارتباطات نجات آتش‌سوزی استفاده می‌شود، البته این یکی از معدود مواردی که از کدهای Q در ارتباطات صوتی زمینی استفاده می‌شود.
دامنه کد QAA-QNZ شامل عباراتی است که در درجه اول برای خدمات هوانوردی اعمال می‌شود، همان‌طور که توسط سازمان بین‌المللی هواپیمایی کشوری تعریف شده‌است. محدوده کد QOA-QQZ برای خدمات دریایی محفوظ است. محدوده کد QRA-QUZ شامل عباراتی است که برای کلیه خدمات قابل استفاده است و به اتحادیه بین‌المللی ارتباطات از راه دور اختصاص داده شده‌است.
بسیاری از سازمان‌های نظامی و سازمان‌های دیگر که از کد مورس استفاده می‌کنند کدهای دیگری را تصویب کرده‌اند، از جمله کد Z که در بیشتر کشورهای اروپایی و ناتو استفاده می‌شود. کد Z دستورها و سؤالاتی را برای انتقال رادیوی نظامی اقتباس می‌کند، به عنوان مثال "ZBW 2" که به معنی "تغییر در فرکانس پشتیبان شماره ۲" و "ZNB abc" است، که به معنی "چک من abc است، مال شما چیست؟" وبه عنوان سؤال یا پاسخ ارسال می‌شود.